# Uzlissea, Dubrovîțea
Uzlissea (în ucraineană Узлісся) este un sat în comuna Berejkî din raionul Dubrovîțea, regiunea Rivne, Ucraina.

## Demografie
Componența lingvistică a localității Uzlissea
     Ucraineană (100%)
Conform recensământului din 2001, toată populația localității Uzlissea era vorbitoare de ucraineană (100%).